# مکس اروینگ
مکس اروینگ (انگلیسی: Max Irving؛ زادهٔ ۲۱ مهٔ ۱۹۹۵) بازیکن واترپلو اهل ایالات متحده آمریکا است.
وی در مسابقات کشوری و بین‌المللی در مجموع برندهٔ ۲ مدال طلا، ۲ مدال برنز شده است.